# Monica Lewis
Monica Lewis, geboren als May Lewis (Chicago, 5 mei 1922 - Los Angeles, 12 juni 2015), was een Amerikaanse zangeres en filmactrice. 

## Biografie
Lewis werd geboren als jongste van drie kinderen. Haar vader Leon was pianist, muzikaal leider bij CBS en componist, terwijl haar moeder Jessica zangeres was bij de Chicago Opera Company, waarbij Lewis zang studeerde bij haar moeder. Op 11-jarige leeftijd verhuisde het gezin Lewis naar New York vanwege de Grote Depressie.

### Carrière
Lewis begon te zingen op de radio nadat een succesvolle auditie bij WMCA in New York leidde tot haar eigen programma. Toen ze op zeventienjarige leeftijd aan het Hunter College studeerde, begon ze te werken als zangeres voor het radioprogramma Gloom Dodgers om haar familie te onderhouden. Kort nadat ze voor Gloom Dodgers had gewerkt, had Lewis de radioshow Monica Makes Music. Ze speelde mee in The Chesterfield Supper Club op de radio.
Ze won een rol als zingend sigarettenmeisje in de Broadway-show Johnny 2X4. Lewis' werk op Broadway leidde tot optredens in de Stork Club en het verlaten van de school. Ze veranderde haar naam van May naar Monica omdat ze dacht dat deze naam sexier was
In 1943 vertelde jazzpianist Leonard Feather aan Lewis dat bandleider Benny Goodman een zangeres nodig had sinds Peggy Lee was vertrokken toen ze trouwde met gitarist Dave Barbour van zijn band. Bij een auditie op Times Square met honderden deelnemende vrouwen, verdiende Lewis de rol als zanger en begon te zingen op het dak van Hotel Astor met het orkest van Goodman. Met de hulp van Goodman begon ze haar carrière te vestigen door middel van nationaal uitgezonden shows zoals The Revere Camera Show en Beat the Band. Lewis werd gedurende deze tijd 'America's Singing Sweetheart' genoemd. Sommige van haar liedjes omvatten Put the Blame on Mame, I Wish You Love en Autumn Leaves. Lewis' ouders stonden haar echter niet toe om op tournees buiten de stad op te treden. Verdere opnamen ontstonden van 1945 tot 1982 met jazzmuzikanten zoals Yank Lawson, Carmen Mastren, Bud Freeman, Frank De Vol, Chuck Domanico, Lee Ritenour en Kirk Whalum.
Lewis nam korte tijd deel aan advertenties voor bedrijven als Burlington Mills en Camel-sigaretten.
In 1947 leverde Lewis de zangstem voor de tekenfilm-tv-commercial Miss Chiquita Banana. In 1948 verscheen ze in de allereerste Ed Sullivan Show, die werd gemaakt en geproduceerd door haar broer Marlo Lewis.
In 1950 tekende ze een contract bij MGM. Enkele van haar films waren The Strip, Everything I Have Is Yours en Affair with a Stranger en The D.I.. Later verscheen ze in rampenfilms uit de jaren 1970, zoals Earthquake (1974), Rollercoaster (1977) en in zowel Airport '77 (1977) als The Concorde ... Airport '79 (1979).
Ze verscheen ook in de jaren 1950 tot de jaren 1980 in verschillende tv-actieseries, waaronder Those Whiting Girls, Peter Gunn, Johnny Staccato, The Virginian, Tales of Wells Fargo en Ironside.
Ze sprak slechts 10 dagen voor haar dood over haar carrière in het tijdschrift The New Yorker, in een artikel gepubliceerd in de editie van 7 september 2015

## Privéleven en overlijden
Monica Lewis was twee keer getrouwd: van 1945 tot 1947 met de muziekproducent Bob Thiele en van 1956 tot zijn dood in 1996 met de filmproducent Jennings Lang. Haar broer Marlo Lewis werkte als tv-producent. Monica Lewis overleed op 12 juni 2015 op 93-jarige leeftijd in Motion Picture & Television Country House and Hospital in Woodland Hills, een stadsdeel van Los Angeles.

## Filmografie (selectie)
- 1951: Excuse my Dust
- 1958: Peter Gunn (tv-serie, een aflevering)
- 1959: M Squad (tv-serie, een aflevering)
- 1961: Laramie (tv-serie, een aflevering)
- 1965–1968: The Virginian (tv-serie, drie afleveringen)
- 1968–1974: Ironside (tv-serie, twee afleveringen)
- 1972: Emergency! (tv-serie, een aflevering)
- 1973: Charley Varrick
- 1974: Earthquake
- 1977: Airport '77
- 1977: Rollercoaster
- 1977: Quincy, M. E. (tv-serie, een aflevering)
- 1979: Airport '80 – The Concorde
- 1985: Stick
- 1985: Remington Steele (tv-serie, een aflevering)
- 1985: Santa Barbara (tv-serie, een aflevering)
- 1986: Falcon Crest (tv-serie, een aflevering)

- Gemeinsame Normdatei: 1024665062
- International Standard Name Identifier: 0000 0000 2190 4464
- Library of Congress Control Number: n80146362
- MusicBrainz: 06780d05-0b54-44a4-9fde-1307d5f9ced6
- Virtual International Authority File: 72702733
- WorldCat: E39PBJd89mdtQWjrjGYbTrGPwC